# Mouvement Demain
Pour les articles homonymes, voir Demain.
Le Mouvement Demain est un parti politique belge francophone créé le 28 avril 2017,  issu de la fusion du Mouvement VEGA avec le Mouvement de gauche,,,. Il se rattache au courant politique de l'écosocialisme. Il tient son premier Congrès à Liège le 23 octobre 2017.
Le parti se positionne comme « l'instrument politique de celles et ceux, en Wallonie et à Bruxelles, qui considèrent que l'émancipation humaine et la préservation de la biosphère sont à construire au carrefour de l'écologie et du socialisme, avec une exigence démocratique de tous les instants ».
Le Mouvement Demain se présente lors des élections communales d'octobre 2018 à Liège en association avec Ecolo et des citoyens non-encartés sous le nom de Vert Ardent (deux élus parmi les huit sont issus du Mouvement Demain), à Gerpinnes sous son nom, indirectement au Rœulx (trois élus dont un issu de Demain, sur la liste Alternative Le Roeulx, rassemblant les « progressistes »). Il se présente aux élections régionales du 26 mai 2019,, en Région wallonne.
Il est admis au sein du Parti de la gauche européenne en tant que membre observateur en novembre 2017.
En 2024, le Mouvement Demain se présente à nouveau aux élections communales du 13 octobre à Liège, sous la même coalition Vert Ardent.

## Histoire

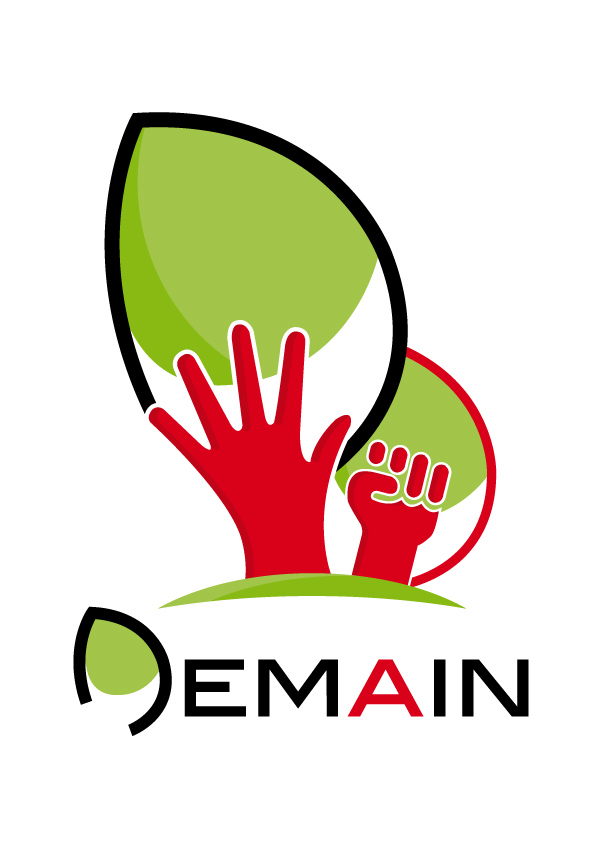
Logo du Mouvement Demain présenté lors du Congrès de 2017

Le 28 avril 2017, le Mouvement Demain nait de la fusion entre le Mouvement VEGA et le Mouvement de gauche (Belgique),,,. Il tient son premier Congrès à Liège le 23 octobre 2017.
Le 14 octobre 2018, le Mouvement Demain obtient ses deux premiers élus : à Liège le co-porte-parole Pierre Eyben, et au Rœulx Gregory Lucas, qui rejoint le Mouvement Demain peu après les élections. Virginie Godet devient la troisième élue du parti, à Liège, le 25 avril 2022.
En mars 2023, les deux conseillers communaux liégeois Pierre Eyben et Virginie Godet font partie de la délégation d'élus locaux belges, emmenée par Davis Dessers (Groen), partis en Fédération du Nord et de l'Est de la Syrie à la rencontre des bâtisseurs de cette zone autonome basée sur des principes de pluriculturalisme, d'écologie, de solidarité, et d'égalité femmes-hommes, dans des conditions géopolitiques, économiques et humanitaires difficiles.
En 2024, le Mouvement Demain se présente à nouveau aux élections communales du 13 octobre à Liège, sous la même coalition Vert Ardent.

## Idéologie
Le Mouvement Demain se situe à gauche de l'échiquier politique, et se réclame de la gauche radicale, entre la sociale-démocratie et l'extrême gauche. Son projet politique est celui de l'écosocialisme qu'il présente comme une alternative concrète au capitalisme. Il se réclame du libéralisme politique des Lumières, du socialisme de Marx, de l'écologie politique, et du féminisme.

## Structure
Le Mouvement Demain est organisé en entités locales, fédérées par des structures régionales, chapeautées par un Comité Fédéral. L'Assemblée Générale Fédérale, composé de tous les membres ayant le droit de vote, est l'organe décisionnel ultime. La parité de genre est le principe fondamental de l'organisation du parti.